# Anacyclus
Anacyclus és un gènere de plantes angiospermes de la família de les asteràcies (Asteraceae). Són plantes natives de la Mediterrània, d'algunes zones de la mar Negra i de Caucas.

## Descripció
Són plantes herbàcies anuals o perennes, les fulles són pinnatisectes i es disposen de manera alternada. Les flors es troben agrupades en capítols pedunculats, amb tres fileres de bràctees a l'involucre. Les flors exteriors, ligulades, són femenines o estèrils. Les flors de l'interior són hermafrodites, tubulars amb lòbuls i de color groc. El fruit és un aqueni sense papus.

## Taxonomia
Aquest gènere va ser publicat per primer cop l'any 1753 al segon volum de l'obra Species Plantarum del botànic suec Carl von Linné (1707-1778).

### Espècies
Dins del gènere Anacyclus es reconeixen les nou espècies següents:
- Anacyclus ciliatus Trautv.
- Anacyclus clavatus (Desf.) Pers.
- Anacyclus homogamos (Maire) Humphries
- Anacyclus linearilobus Boiss. & Reut.
- Anacyclus maroccanus Ball
- Anacyclus monanthos (L.) Thell.
- Anacyclus pyrethrum (L.) Lag.
- Anacyclus radiatus Loisel.
- Anacyclus valentinus L.

### Sinònims
Els següents noms científics són sinònims heterotípics d'Anacyclus:
- Cyrtolepis Less.
- Hiorthia Neck. ex Less.

### Híbrids
S'han descrit els següents híbrids naturals:
- Anacyclus × malvesiensis J.L.Lozano
- Anacyclus × medians Murb.